# 九龍坪駅
九龍坪駅（구룡평역、クリョンピョンえき）は、朝鮮民主主義人民共和国羅先特別市先鋒区域に位置する朝鮮民主主義人民共和国鉄道省咸北線の鉄道駅である。

## 歴史
- 1929年11月16日：開業[1]。

## 隣の駅
朝鮮民主主義人民共和国鉄道省
咸北線
ムルゴル駅 - 九龍坪駅 - 雄尚駅